# Fontenay (Senna Marittima)
Fontenay è un comune francese di 1 065 abitanti situato nel dipartimento della Senna Marittima nella regione della Normandia.

## Società

### Evoluzione demografica
Abitanti censiti